# Cristian Gamboa
Cristian Esteban Gamboa Luna, né le 24 octobre 1989 à Liberia (Costa Rica), est un footballeur international costaricien qui joue au poste de défenseur.

## Biographie

### Débuts au Costa Rica
Considéré comme d'un niveau insuffisant pour rejoindre un des deux clubs historiques du Costa Rica, le Deportivo Saprissa et la LD Alajuelense, Gamboa commence sa carrière professionnelle à seulement dix-sept ans dans sa ville natale avec le Municipal Liberia. En quatre saisons avec l'équipe, il participe à plus d'une soixantaine de rencontres et dispute notamment la finale aller dans l'épopée victorieuse du Municipal Liberia en Clausura 2009, contribuant au premier titre en première division de l'histoire du club.

### Arrivée en Europe dans les pays scandinaves
À l'été 2010, il tente sa chance pour une première expérience en Europe en s'engageant avec le Fredrikstad FK, tout juste relégué en deuxième division norvégienne. Au terme de la saison, son équipe se qualifie pour les barrages et obtient sa promotion en Tippeligaen.
Auteur de seize rencontres en première division norvégienne en 2016, Gamboa s'engage le 1er août 2011 avec le FC Copenhague pour quatre saisons,. Il est recruté pour remplacer l'arrière droit international tchèque, Zdenek Pospech, parti à 1. FSV Mayence 05. Avec la formation de la capitale danoise, il découvre sa première compétition continentale en démarrant la rencontre de Ligue Europa face au Standard de Liège (défaite 0-1) le 15 décembre 2011. Mais cette apparition ne sera suivie que d'une participation en Coupe du Danemark en avril 2012 et, en manque de temps de jeu, il est prêté trois mois au Rosenborg BK, faisant ainsi son retour en Norvège. Titulaire à quinze reprises en seize matchs avec Rosenborg, il est finalement transféré et signe un contrat de cinq ans au club en novembre 2012. Il s'impose alors au poste de latéral droit avec le club de Trondheim qui conclut la saison 2013 comme vice-champion de Norvège. Il entre également en jeu lors de la finale de la Coupe de Norvège perdue face au Molde FK cette même saison.

### Passage au Royaume-Uni
Auteur de performances remarquées au cours de la Coupe du monde 2014 avec le Costa Rica, il est transféré à West Bromwich Albion en Premier League après la compétition internationale et signe une entente de trois saisons. À l'occasion d'une rencontre de Coupe de la Ligue face à Oxford United quelques jours plus tard, Gamboa joue son premier match avec sa nouvelle formation. Lorsque Tony Pulis remplace Alan Irvine à la tête de l'équipe, l'international costaricain est écarté du groupe principal et ne joue plus que rarement.
Par conséquent, le 30 août 2016, il signe avec le Celtic FC pour trois ans. Mais malgré une bonne première saison avec le club écossais et six titres collectifs, Gamboa peine à s'imposer dans sa nouvelle équipe.

### Régulier avec le VfL Bochum
Afin de se relancer, Gamboa s'engage en faveur du VfL Bochum le 27 août 2019 et rejoint cette équipe en deuxième division allemande. Il retrouve alors du temps de jeu en jouant vingt-six rencontres en 2019-2020 puis vingt-neuf 2020-2021 alors que son club retrouve la Bundesliga pour la première fois depuis 2010 à l'issue de la saison. Bien qu'il retrouve l'élite d'un grand championnat européen, le natif de Liberia demeure régulièrement dans le onze partant et participe activement au maintien du VfL Bochum en première division.

### Carrière internationale
Cristian Gamboa fait ses débuts en équipe nationale du Costa Rica le 27 janvier 2010 contre l'Argentine.
Il participe à la Coupe du monde 2014 où il est titulaire lors de tous les matchs du Costa Rica.
Il fait partie de la sélection pour la Coupe du monde 2018. Il est titulaire lors des trois matches de la phase de poules,,.

## Statistiques
| Saison                | Club                  | Championnat           | Championnat | Championnat | Coupe nationale | Coupe nationale | Coupe de la Ligue | Coupe de la Ligue | Compétition(s) continentale(s) | Compétition(s) continentale(s) | Compétition(s) continentale(s) | Costa Rica | Costa Rica | Total | Total |
| Saison                | Club                  | Division              | M.          | B.          | M.              | B.              | M.                | B.                | Comp.                          | M.                             | B.                             | M.         | B.         | M.    | B.    |
| 2006-2007             | Municipal Liberia     | Primera División      | 16          | 0           | 0               | 0               | -                 | -                 | -                              | -                              | -                              | -          | -          | 16    | 0     |
| 2007-2008             | Liberia Mía           | Primera División      | 26          | 0           | 0               | 0               | -                 | -                 | -                              | -                              | -                              | -          | -          | 26    | 0     |
| 2008-2009             | Liberia Mía           | Primera División      | 13          | 0           | 0               | 0               | -                 | -                 | -                              | -                              | -                              | -          | -          | 13    | 0     |
| 2009-2010             | Águilas Guanacastecas | Primera División      | 13          | 0           | 0               | 0               | -                 | -                 | -                              | -                              | -                              | 3          | 0          | 16    | 0     |
| Sous-total            | Sous-total            | Sous-total            | 68          | 0           | 0               | 0               | -                 | -                 | -                              | -                              | -                              | 3          | 0          | 71    | 0     |
| 2010                  | Fredrikstad FK        | 1. divisjon           | 14          | 1           | 0               | 0               | -                 | -                 | -                              | -                              | -                              | 1          | 0          | 15    | 1     |
| 2011                  | Fredrikstad FK        | Tippeligaen           | 16          | 0           | 1               | 0               | -                 | -                 | -                              | -                              | -                              | 3          | 0          | 20    | 0     |
| Sous-total            | Sous-total            | Sous-total            | 30          | 1           | 1               | 0               | -                 | -                 | -                              | -                              | -                              | 4          | 0          | 35    | 1     |
| 2011-2012             | FC Copenhague         | Superliga             | 0           | 0           | 1               | 0               | -                 | -                 | C1+C3                          | 0+1                            | 0                              | 0          | 0          | 2     | 0     |
| 2012                  | Rosenborg BK (prêt)   | Tippeligaen           | 10          | 0           | 0               | 0               | -                 | -                 | C3                             | 6                              | 0                              | 3          | 1          | 19    | 1     |
| 2013                  | Rosenborg BK          | Tippeligaen           | 28          | 0           | 3               | 0               | -                 | -                 | C3                             | 4                              | 0                              | 12         | 0          | 47    | 0     |
| 2014                  | Rosenborg BK          | Tippeligaen           | 2           | 0           | 0               | 0               | -                 | -                 | -                              | -                              | -                              | 7          | 0          | 9     | 0     |
| Sous-total            | Sous-total            | Sous-total            | 40          | 0           | 3               | 0               | -                 | -                 | -                              | 10                             | 0                              | 22         | 1          | 75    | 1     |
| 2014-2015             | West Bromwich Albion  | Premier League        | 10          | 0           | 1               | 0               | 3                 | 0                 | -                              | -                              | -                              | 6          | 0          | 20    | 0     |
| 2015-2016             | West Bromwich Albion  | Premier League        | 1           | 0           | 1               | 0               | 1                 | 0                 | -                              | -                              | -                              | 14         | 2          | 17    | 2     |
| Sous-total            | Sous-total            | Sous-total            | 11          | 0           | 2               | 0               | 4                 | 0                 | -                              | -                              | -                              | 20         | 2          | 37    | 2     |
| 2016-2017             | Celtic FC             | Premiership           | 17          | 0           | 1               | 0               | 1                 | 0                 | C1                             | 2                              | 0                              | 6          | 0          | 27    | 0     |
| 2017-2018             | Celtic FC             | Premiership           | 2           | 0           | 0               | 0               | 0                 | 0                 | C1                             | 1                              | 0                              | 15         | 0          | 18    | 0     |
| 2018-2019             | Celtic FC             | Premiership           | 1           | 0           | 0               | 0               | 1                 | 0                 | C1+C3                          | 2+3                            | 0                              | 7          | 0          | 14    | 0     |
| Sous-total            | Sous-total            | Sous-total            | 20          | 0           | 1               | 0               | 2                 | 0                 | -                              | 8                              | 0                              | 28         | 0          | 59    | 0     |
| 2019-2020             | VfL Bochum            | 2. Bundesliga         | 26          | 1           | 0               | 0               | -                 | -                 | -                              | -                              | -                              | -          | -          | 26    | 1     |
| 2020-2021             | VfL Bochum            | 2. Bundesliga         | 29          | 0           | 3               | 0               | -                 | -                 | -                              | -                              | -                              | 1          | 0          | 33    | 0     |
| 2021-2022             | VfL Bochum            | Bundesliga            | 23          | 1           | 4               | 0               | -                 | -                 | -                              | -                              | -                              | -          | -          | 27    | 1     |
| 2022-2023             | VfL Bochum            | Bundesliga            | 19          | 0           | 2               | 0               | -                 | -                 | -                              | -                              | -                              | -          | -          | 21    | 0     |
| 2023-2024             | VfL Bochum            | Bundesliga            | 15          | 0           | 1               | 0               | -                 | -                 | -                              | -                              | -                              | -          | -          | 16    | 0     |
| Sous-total            | Sous-total            | Sous-total            | 112         | 2           | 10              | 0               | -                 | -                 | -                              | -                              | -                              | 1          | 0          | 123   | 2     |
| Total sur la carrière | Total sur la carrière | Total sur la carrière | 281         | 3           | 18              | 0               | 2                 | 0                 | -                              | 19                             | 0                              | 78         | 3          | 398   | 6     |

## Palmarès
| Liberia Mía (1)                                   | FC Copenhague (1)                         | Rosenborg BK (0)                                                                         | Celtic FC (6) | VfL Bochum (1)                       |
| ------------------------------------------------- | ----------------------------------------- | ---------------------------------------------------------------------------------------- | --- | ------------------------------------ |
| - Primera División : - Vainqueur en Clausura 2009 | - Coupe du Danemark : - Vainqueur en 2012 | - Tippeligaen : - Vice-champion en 2013 et 2014 - Coupe de Norvège : - Finaliste en 2013 | - Premiership : - Champion en 2017, 2018 et 2019 - Coupe d'Écosse : - Vainqueur en 2017 - Coupe de la Ligue : - Vainqueur en 2017 et 2019 | - 2. Bundesliga : - Champion en 2021 |